# فيكتور روس
فيكتور روس (بالإنجليزية: Victor Ross)‏ هو لاعب اللاكروس ومحامي أمريكي، ولد في 13 نوفمبر 1900، وتوفي في 1974.